# Хінолони

Загальна структура хінолонів

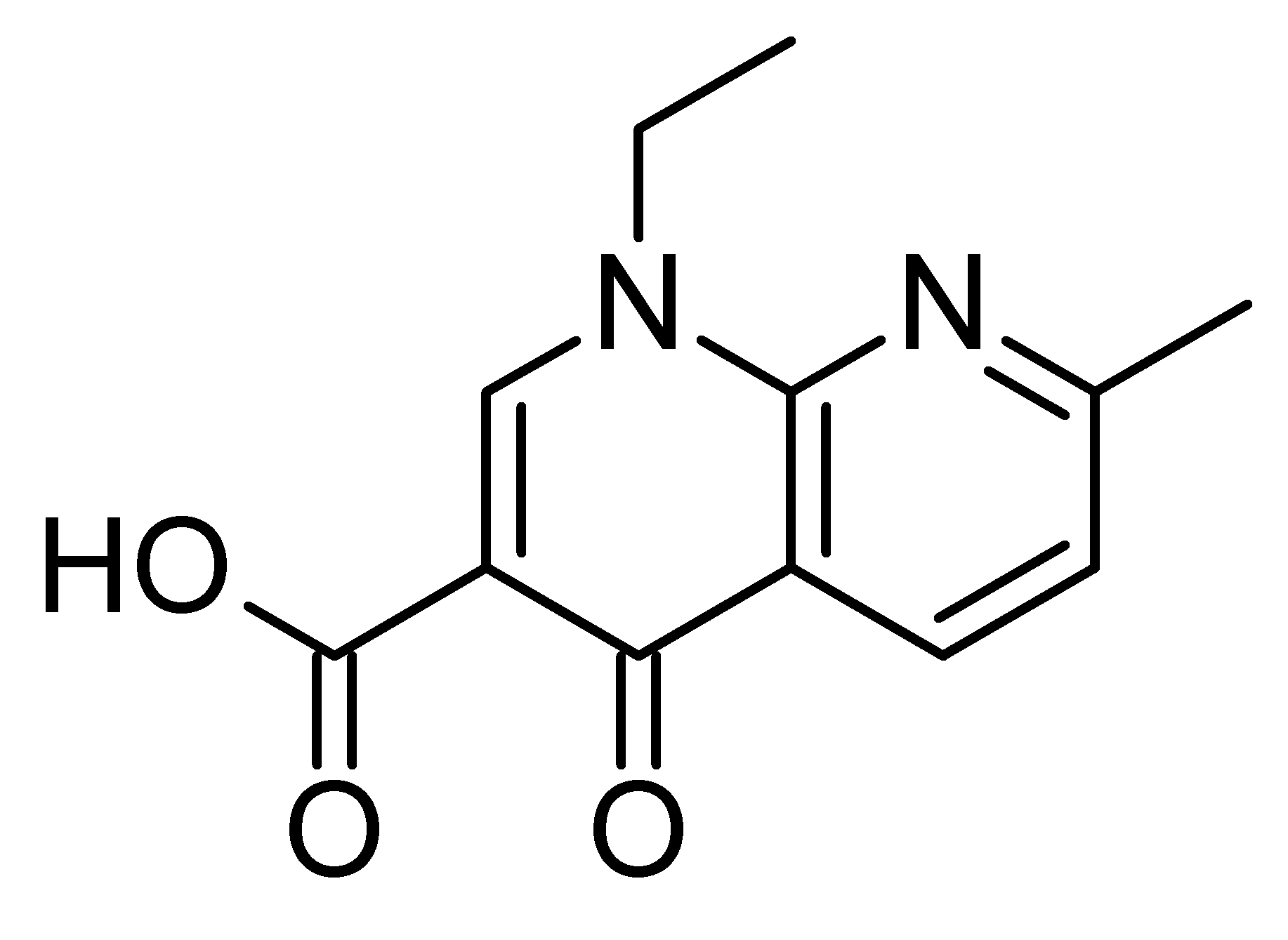
Налідиксова кислота

Хінолони — група синтетичних антибіотиків, що є похідними 4-хінолону і мають в своєму складі піперазиновий цикл. Частиною групи (спвігрупою) хінолонів є фторхінолони, що мають у своєму складі атоми фтору. Першим препаратом групи, що уперше застосований у клінічній практиці у 1962 році, є налідиксова кислота. До нефторованих хінолонів, що застосовуються у клінічній практиці, відноситься також піпемідова кислота, оксолінова кислота, піромідієва кислота; а також препарати, які відкликані з фармацевтичного ринку — ціноксацин та розоксацин. Вищеперераховані представники групи хінолонів мають вузький спектр дії, що включає лише грамнегативні бактерії. Розробений новий препарат із групи нефторованих хінолонів — немоноксацин, що має розширений спектр активності, включно з метицилінрезистентними штамів Staphylococcus aureus (MRSA), пневмококами та стафілококами, які стійкі до фторхінолонів, та інші, як грампозитивні, так і грамнегативні та атипові мікроорганізми.

## Класифікація
Є 4 покоління: 
- нефторовані (І покоління)
- фторовані (фторхінолони) хіноліни (ІІ-IV покоління)

- І покоління:
  - Налідиксова кислота
  - Піпемідова кислота
  - Оксолінова кислота
- ІІ покоління:
  - Норфлоксацин
  - Ципрофлоксацин
  - Офлоксацин
  - Пефлоксацин
  - Ломефлоксацин
- ІІІ покоління:
  - Левофлоксацин
  - Спарфлоксацин
- IV покоління:
  - Моксифлоксацин
  - Геміфлоксацин
  - Гатифлоксацин[5]

## Механізм дії
Хінолони діють бактерицидно, порушуючи синтез ДНК в бактеріальних клітинах, блокуючи два життєво важливих ферменти бактерій — ДНК-гіразу та топоізомеразу IV. Недоліком нефторованих хінолонів є вузький спектр дії. Нефторовані хінолони діють переважно на грамнегативні бактерії сімейства Enterobacteriaceae (Escherichia coli, Enterobacter spp., Proteus spp., клебсієлли, шиґелли, сальмонелли), а також Haemophillus spp. і нейсерії. Оксолінова й піпемідієва кислоти, крім того, незначно активні до Staphylococcus aureus і деяких штамів Pseudomonas aeruginosa, але не застосовуються у клініці для лікування інфекцій, викликаними даними збудниками. Недоліком цієї групи препаратів є також невисокі концентрації у більшості тканин та рідин організму, за виключенням сечостатевої системи, тому хінолони застосовуються переважно для лікування інфекцій сечовидільних шляхів.

## Фармакокінетика
Хінолони добре всмоктуються у шлунково-кишковому тракті, біодоступність препаратів групи при пероральному застосуванні складає 80—90%. Максимальна концентрація у крові хінолонів досягається протягом 1—2 годин після прийому. Хінолони створюють високі концентрації виключно у сечових шляхах, але незначно проникають через плацентарний бар'єр та виділяються в грудне молоко. Хінолони частково метаболізуються у печінці із утворенням неактивних метаболітів. Виводяться препарати групи із організму переважно із сечею, а також із калом як у незміненому вигляді, так і у вигляді метаболітів. Період напіввиведення препаратів групи коливається від 1—2 годин у налідиксової кислоти до 6—7 годин у оксолінової кислоти, цей час може збільшуватися при печінковій та нирковій недостатності.

## Застосування
Нефторовані хінолони застосовуються при інфекціях сечових шляхів — пієлонефритах та пієлітах, циститах, простатитах, уретриті. Налідиксова кислота також може застосовуватися для лікування деяких бактеріальних ентероколітів. Новий експериментальний препарат немоноксацин у клінічних дослідженнях виявляв ефективність у лікуванні позалікарняної пневмонії та інфекцій шкіри та м'яких тканин (включно із діабетичною стопою).

## Побічна дія
При застосуванні нефторованих хінолонів у більшості випадків спостерігається менше побічних ефектів, ніж при застосуванні фторхінолонів. Найчастішими побічними ефектами є побічні явища з боку травної системи — нудота, блювання, болі в животі, діарея або запор, печія, рідше — порушення функції печінки, холестатична жовтяниця. Нечастими побічними реакціями є алергічні реакції та реакції з боку шкірних покривів — висипання та свербіж шкіри, рідко фотодерматоз, набряк Квінке та інші важкі алергічні реакції. Рідко спостерігаються побічні реакції з боку нервової системи — головний біль, запаморочення, сонливість, дуже рідко порушення зору, тремор та судоми. Побіна дія з боку опорно-рухового апарату (артрити, тендовагініти) спостерігається значно рідше, ніж при застосуванні фторованих препаратів. У лабораторних аналізах рідко можуть спостерігатися еозинофілія, гемолітична анемія, тромбоцитопенія.

## Протипокази
Препарати групи нефторованих хінолонів протипоказані при непереносимості препаратів групи, при вагітності, годуванні грудьми, епілепсії, важких порушеннях функції печінки та нирок. З обережністю застосовують препарати групи при недостатності глюкозо-6-фосфатдегідрогенази, порфірії. З обережністю препарати групи застосовуються у дитячому віці (налідиксова кислота протипоказана дітям до 3 місяців, піпемідова кислота — до 1 року). При застосуванні хінолонів протипоказане ультрафіолетове опромінення через можливість фотодерматозу.